# سوانتون نوورز
سوانتون نوورز (به انگلیسی: Swanton Novers) یک روستا و محله مدنی در بریتانیا است که در North Norfolk واقع شده‌است. سوانتون نوورز ۵٫۴۵ کیلومتر مربع مساحت و ۲۲۹ نفر جمعیت دارد.